# Cornus canadensis
Cornus canadensis (L., 1753) è una pianta della famiglia delle Cornacee

## Descrizione

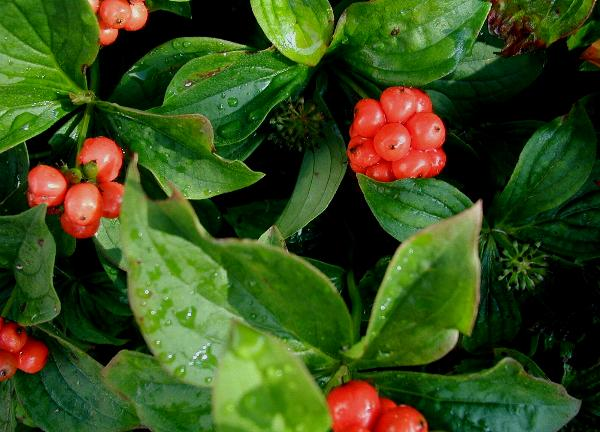
Frutti

È una specie erbacea, con fusto legnoso alla base.
Le piante sono collegate tra loro da un rizoma.
Le foglie, con grosse nervature, sono ovali e sono da quattro a sei.
I gambi dei fiori sono eretti e possono raggiungere i 20 cm.  I fiori sono piccoli, bianchi, con una corolla di quattro petali, ed un calice, 4 sepali ed un pistillo.
Sono raggruppati tra di loro in una specie di capolino, circondato da 4-6 brattee lunghe 8–18 mm colore bianco-crema che sembra un fiore. Questo simil-fiore di circa 2,5 cm., fiorisce in giugno o luglio.
I frutti globulari (diam. 5–6 mm), sono piccole drupe il cui colore va dall'arancio scuro al rosso vivo. Maturano tra luglio ed agosto, sono commestibili ed il loro sapore è dolciastro.

## Distribuzione e habitat
È una specie caratteristica delle foreste di conifere o miste del Canada e degli Stati Uniti, con areale che si estende all'Estremo Oriente russo e al Giappone.